# Ада чубатий
А́да чубатий (Knipolegus lophotes) — вид горобцеподібних птахів родини тиранових (Tyrannidae). Мешкає в Південній Америці.

## Поширення і екологія
Чубаті ади поширені в Бразилії, Уругваї і на північному сході Парагваю. Вони живуть в сухих саванах і чагарникових заростях на висоті до 1250 м над рівнем моря.